# Ouest (Haïti)
Ouest (Haïtiaans-Creools: Lwès, Nederlandse vertaling: West) is een van de 10 departementen van Haïti. Het heeft vier miljoen inwoners op een oppervlakte van 5000 km². De hoofdstad is tevens de hoofdstad van het land: Port-au-Prince. 
Het wordt begrensd door de departementen Artibonite, Centre, Nippes en Sud-Est, door de Golf van Gonâve en door de Dominicaanse Republiek. Bij het departement hoort het eiland Île de la Gonâve.

## Grondgebied
Het grondgebied dat nu door het departement Ouest wordt ingenomen, behoorde onder de Taíno's tot het cacicazgo Xaragua.

## Indeling
Het departement is opgedeeld in 5 arrondissementen:
1. Arcahaie
2. Croix-des-Bouquets
3. La Gonâve
4. Léogâne
5. Port-au-Prince

## Sociaal-economisch[2]

### Algemeen
De jaarlijkse bevolkingsgroei is 5,0% (urbaan), 1,3% (ruraal), totaal: 3,4%.

### Onderwijs
In 69% van de gemeenten van het departement is de toegang tot basisonderwijs precair. Het analfabetisme in het departement bedraagt 28% voor mannen, 39% voor vrouwen, totaal: 32%.
Voor het primair onderwijs is de bruto scholingsgraad 125%, de netto scholingsgraad 68%. Deze cijfers wijzen op een grote repetitie van schooljaren. Voor het middelbare onderwijs is de bruto scholingsgraad 63% en de netto scholingsgraad 33%.

### Gezondheid
In 30% van de gemeenten van het departement is de toegang tot basisgezondheidszorg precair. De kindersterfte bedraagt 107,7 op de 1000. In het departement lijdt 22% van de bevolking aan ondervoeding, en 8% aan ernstige ondervoeding.
In 9% van de gemeenten is de toegang tot drinkwater precair. De belangrijkste manieren om aan drinkwater te komen zijn via natuurlijke bronnen of rivieren of de aankoop van water.
In 62% van de gemeenten is de toegang tot riolering precair.